# 凯特·奥康纳
凯特·奥康纳（英語：Kate O'Connor，2000年12月12日—），爱尔兰女子田径运动员，2022年英联邦运动会女子七项全能银牌得主、2025年欧洲室内田径锦标赛女子五项全能铜牌得主、2025年世界室内田径锦标赛女子五项全能银牌得主。